# Digitalizace signálu

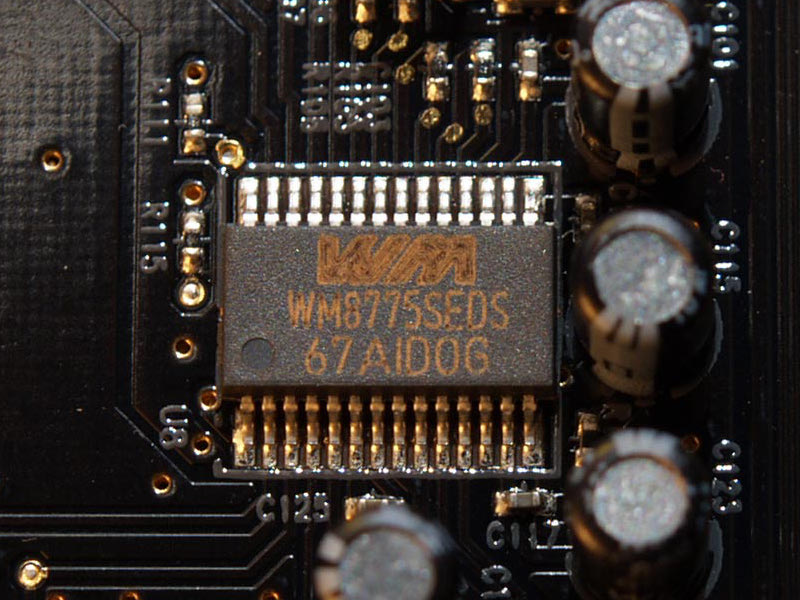
Analogově-digitální převodník WM8775SEDS (čtyřkanálový stereo převodník fy Wolfson).

Digitalizace signálu (z angl. digital, číslicový) obecně je převod analogového (spojitého) signálu (např. hlasový projev) do nespojité posloupnosti digitálních (číselných) údajů, obvykle kódovaných v binární soustavě.

## Popis

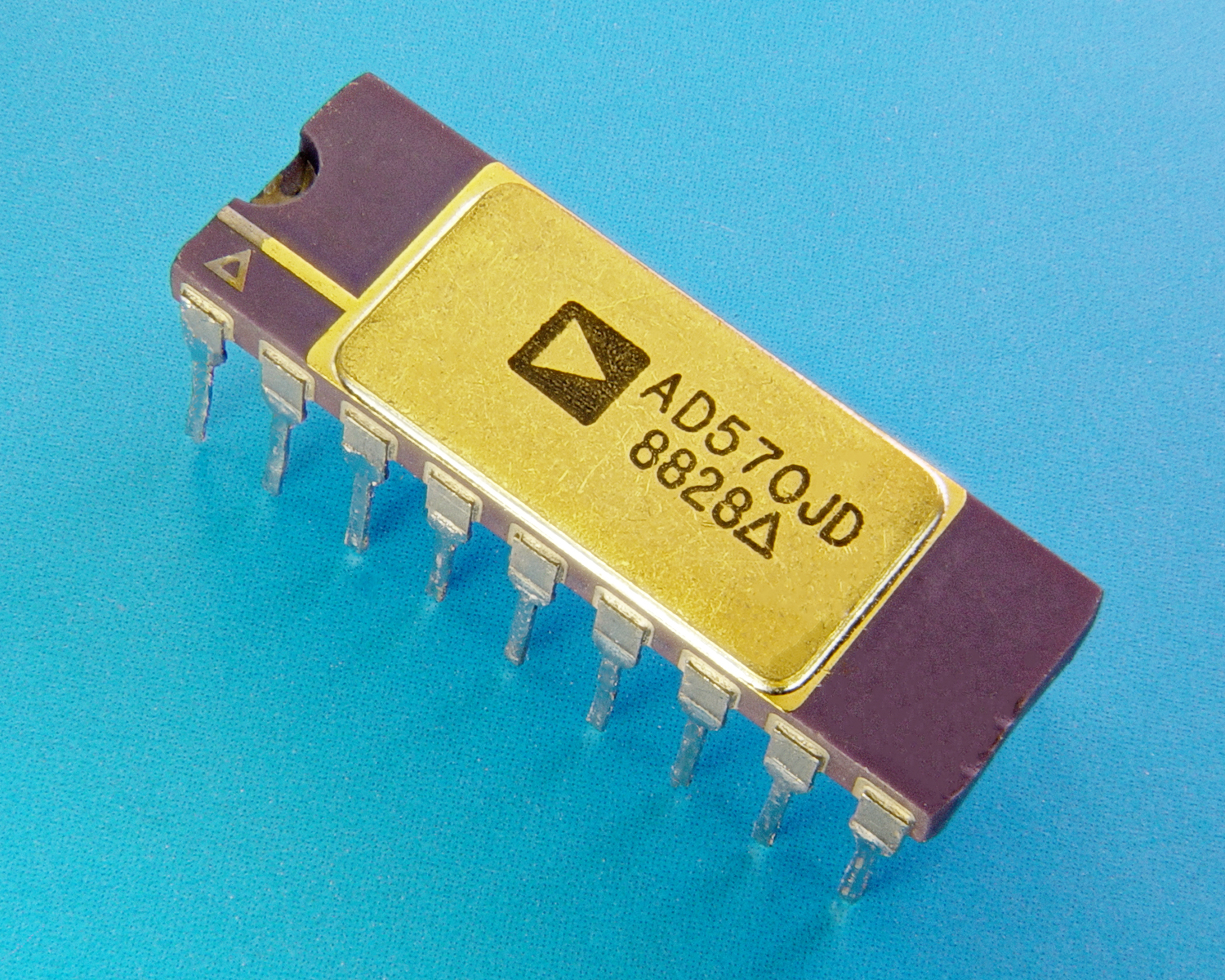
Osmibitový analogově digitální převodník AD570JD.

Digitalizace se skládá ze dvou kroků. Spojitý signál se nejprve vzorkuje, to jest stanoví jeho velikost v pravidelných časových intervalech. Podobný princip vzorkování využívá také běžný film (kinematografie). Interval musí být v poměru k povaze spojitého signálu (k jeho frekvenčnímu spektru) dostatečně krátký, aby nedošlo k jeho zkreslení. Získaná posloupnost naměřených hodnot se přitom kóduje, obvykle do dvojkové soustavy. Při digitalizaci obrazu se využívá toho, že i analogový obrazový signál je už řádkován a jeho elektronická reprodukce na obrazovce nebo displeji se stejně děje v určitém rastru (hustotě pixelů). Digitální signál pak tvoří posloupnost číselných údajů o jednotlivých vzorcích, u obrazového signálu pixelech. Protože vzorkování je velmi "husté", má takový digitální signál velkou redundanci a byl by zbytečně obsáhlý. Proto se digitalizace často doplňuje o nějakou kompresi, například nahrazením posloupnosti za sebou následujících shodných čísel údajem o jejich počtu.

## Význam
Digitalizací sice vždy dochází ke ztrátě informace, ta však může být téměř libovolně malá. Záleží jen na hustotě vzorkování a na zvoleném počtu bitů pro zobrazení jednotlivých vzorků. Digitalizovaný signál je naproti tomu velmi odolný proti šumu a dalším nežádoucím změnám a dá se dobře přenášet, uchovávat a neomezeně reprodukovat bez ztráty informace. Ve stejném digitálním formátu lze také zobrazovat informace znakové (text), zvuk i obraz a různě je kombinovat. Problémem zůstává trvanlivost datových nosičů a rychlé změny datových formátů.

## Digitalizace v praxi (příklad na videu)
První videa / filmy byly zaznamenávány na celuloidové filmové pásy (např. 8mm, 16mm a 35mm). Jednalo se tedy o záznam optický. Digitalizaci videa tak předcházel převod optického záznamu na záznam magnetický (např. VHS kazeta, která využívala analogový signál). Z praxe můžeme uvést příklad z počátku 90. let 20. století, kdy se hojně dělal přepis starých filmů (8mm) na VHS kazety. Tento převod byl poměrně ztrátový.
Převod analogového na digitální signál se začal využívat až s nástupem DVD médií, které byly představeny v roce 1996. Na počátku 21. století se tak ve světě začala provádět digitalizace VHS, kterou opět hojně využívali lidé se svými rodinnými archivy. Ztrátovost tohoto převodu byla menší, ale problém byl v malém objemu informací, které VHS kazety poskytovaly (cca 240 řádků). Přičteme-li, že se mnohdy jednalo o již druhý převod záznamu (z celuloidového filmu na VHS a pak na DVD), kvalita obrazu nebyla dobrá.
Budeme-li porovnávat efektivitu digitalizace, nejmenší ztrátovost je při skenování celuloidových filmů. Např. 35mm film obsahuje dostatek informací pro digitalizaci obrazu do rozlišení 4K (2160 řádků). 8mm film obvykle poskytne informace pro digitalizaci do FullHD (1080 řádků).